# Ленинский район (Астрахань)
Ленинский район — один из четырёх внутригородских районов Астрахани.

## География

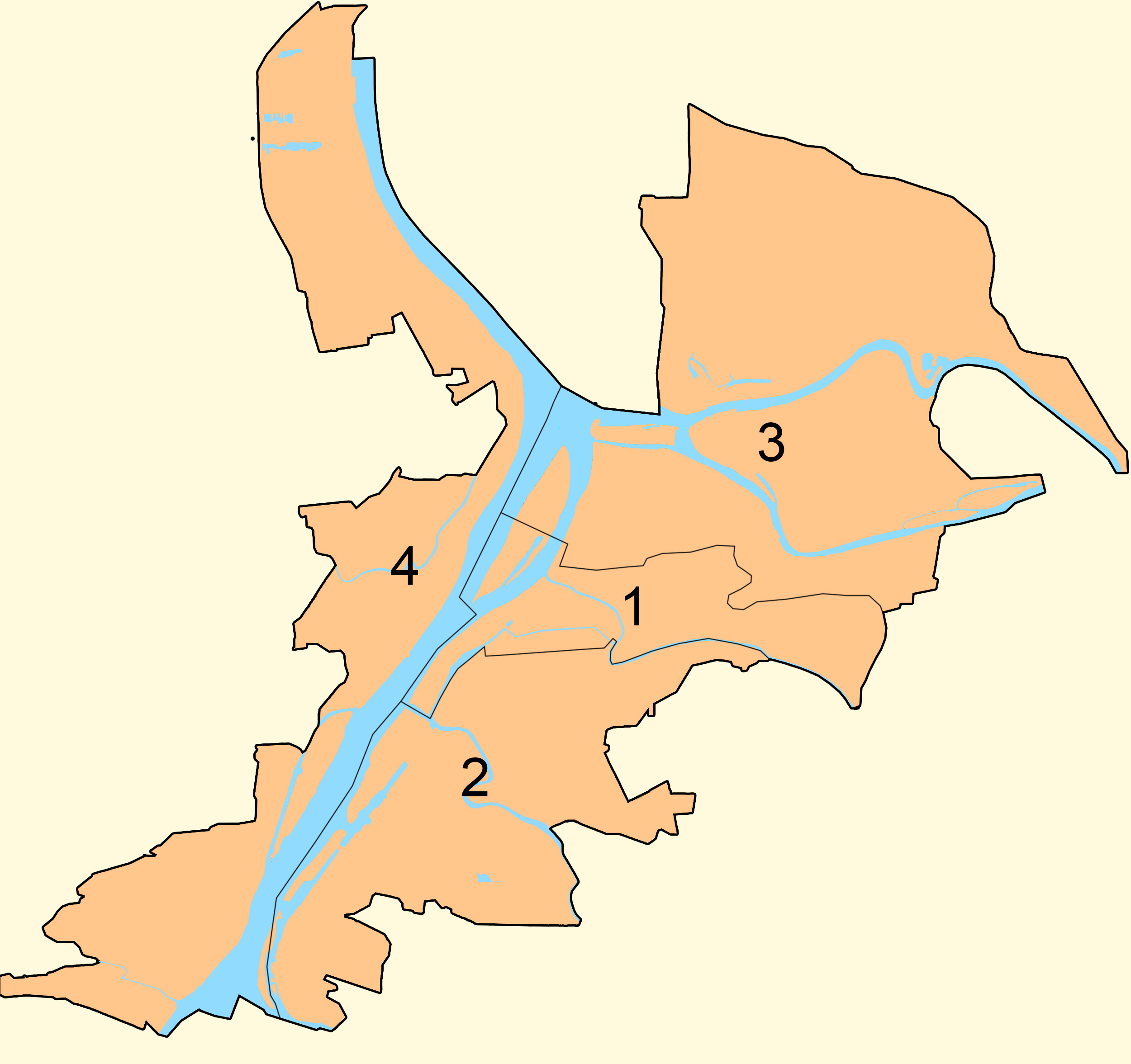
3 — Ленинский район на карте Астрахани

Район расположен в северо-восточной части Астрахани в излучине реки Волги и её рукавов Кривая Болда и Прямая Болда. Площадь района составляет 200 км². Протяжённость дорог с твёрдым покрытием в районе составляет 89,4 км, площадь зелёных насаждений — 314,1 тыс. м² или 2,2 м² на одного жителя района, имеются 5 парков, 8 скверов.

## История
Район образован 12 марта 1946 года.

## Население
| 1970     | 1979     | 1989     | 2002     | 2009     | 2010     | 2012     | 2013     | 2014     |
| -------- | -------- | -------- | -------- | -------- | -------- | -------- | -------- | -------- |
| 164 224  | ↘142 614 | ↘139 466 | ↗143 170 | ↘142 611 | ↗146 403 | ↗147 820 | ↘147 293 | ↗148 693 |
| 2015     | 2016     | 2017     | 2018     | 2019     | 2020     | 2021     |          |          |
| ↗148 717 | ↘148 198 | ↘147 952 | ↘146 422 | ↘145 853 | ↘144 774 | ↘137 757 |          |          |

Национальный состав
По итогам переписи населения 2020 года проживали следующие национальности (национальности менее 0,1 % и другое см. в сноске к строке «Другие»):
| Национальность | Численность, чел. | Доля     |
| -------------- | ----------------- | -------- |
| Русские        | 80 066            | 58,12 %  |
| Казахи         | 10 989            | 7,98 %   |
| Татары         | 5006              | 3,63 %   |
| Ногайцы        | 3242              | 2,35 %   |
| Азербайджанцы  | 1119              | 0,81 %   |
| Лезгины        | 1116              | 0,81 %   |
| Армяне         | 735               | 0,53 %   |
| Чеченцы        | 536               | 0,39 %   |
| Украинцы       | 486               | 0,35 %   |
| Аварцы         | 370               | 0,27 %   |
| Цыгане         | 279               | 0,20 %   |
| Калмыки        | 253               | 0,18 %   |
| Узбеки         | 226               | 0,16 %   |
| Даргинцы       | 203               | 0,15 %   |
| Кумыки         | 142               | 0,10 %   |
| Другие         | 32 989            | 23,97 %  |
| Итого          | 137 757           | 100,00 % |

## Экономика
Ленинский район представлен следующими основными отраслями хозяйства: транспорт и связь, строительство, обрабатывающая промышленность, образование, здравоохранение, торговля и производство, и распределение энергии.
В районе зарегистрировано и действует 3023 предприятия и организации всех форм собственности, в том числе 22 крупных и средних промышленных предприятия, занимающихся различными видами экономической деятельности: производством пищевых продуктов, железобетонных изделий и конструкций, стеклотары, стеклоткани, строительством и ремонтом судов и транспортных средств.

## Образование
В районе расположено 3 университета — Астраханский государственный университет, Астраханский государственный технический университет и Астраханский государственный архитектурно-строительный университет, 6 филиалов иногородних вузов.
Научная база представлена 3 институтами, в их числе старейший в стране научно-исследовательский институт КаспНИИРХ, АНИИТиВУ, НИИПИГаз.
На территории района действует 11 учреждений начального и среднего профессионального образования, 16 образовательных учреждений для детей школьного возраста. В районе функционируют детские сады комбинированного, общеразвивающего, компенсирующего вида, дошкольные учреждения начального и общего образования, детский реабилитационный центр для детей с ограниченными умственными возможностями, детские школы искусств, музыкальная школа, Центр детского и юношеского творчества, 4 подростковых клуба, 2 детско-юношеские спортивные школы, Центр дополнительного образования.

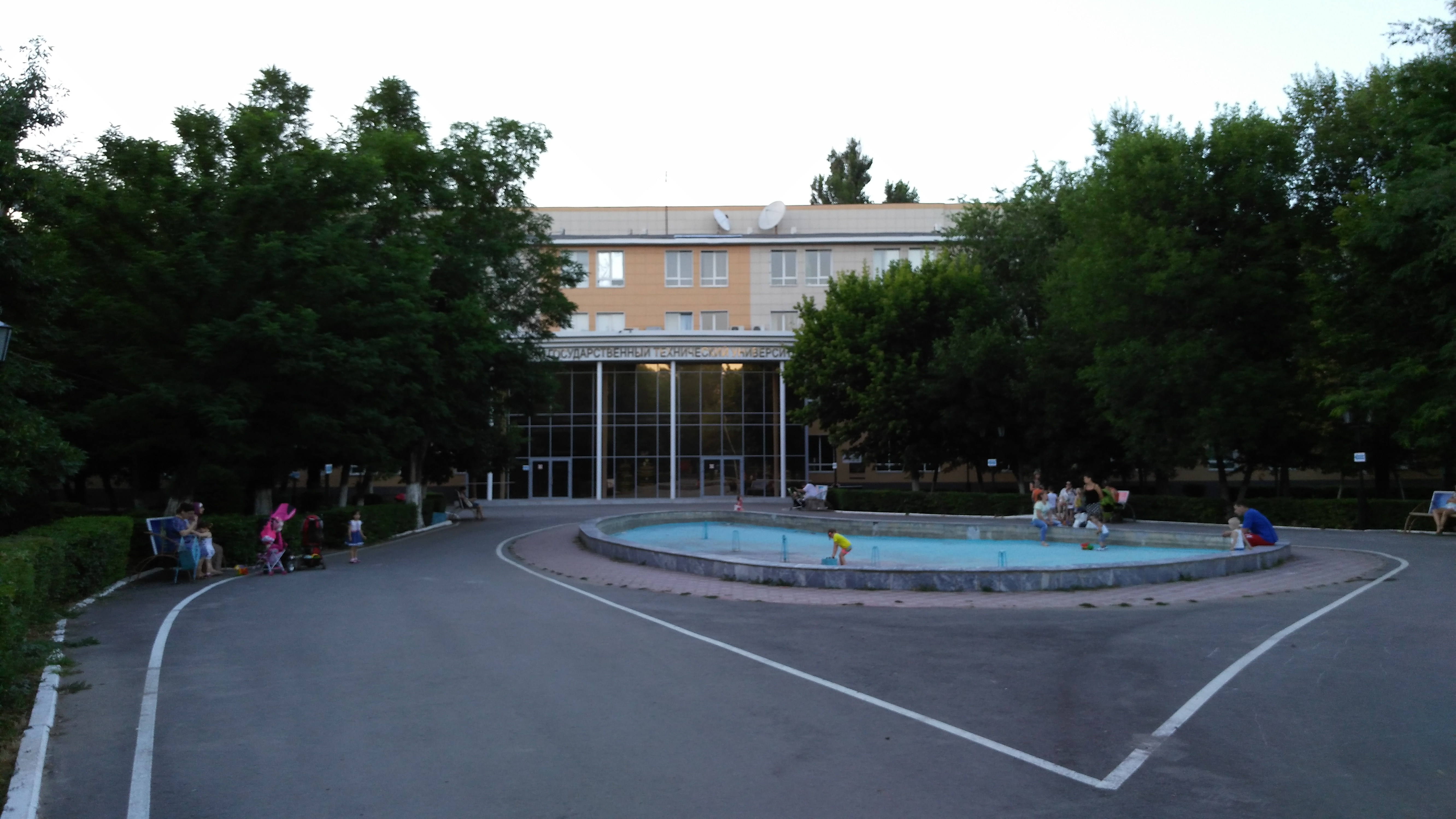
Главный корпус АГТУ

## Здравоохранение
Здравоохранение представлено Александро-Мариинской областной клинической больницей № 1, областной детской клинической больницей, городской клинической больницей № 2, КБ2 ФГБУЗ ЮОМЦ ФМБА России и другими 14-ю лечебными учреждениями.

## Коммуникации
На территории района расположены государственная телерадиокомпания «Лотос», железнодорожный вокзал Астрахань I, автовокзал.

## Спорт
Спортивные сооружения представлены Центральным стадионом «Астраханьгазпром», спортивным комплексом «Виктория», Центральной спортивной площадкой Ленинского района по улице Савушкина, мкр. Бабаевского Газпром — Стадион

## Развитие
Район развивается в северо-восточном направлении — микрорайон по улице Бабаевского, Астрахань- II и посёлок Кири-кили.
Построена первая в области гостиница класса «пять звёзд», открыт музыкальный оперный театр на улице Марии Максаковой, мост, соединяющего улицу Латышева и микрорайон Бабаевского (который возможно в будущем из-за большой площади будет отделён от Ленинского района и преобразован в Заболдинский район города Астрахани), произведена реконструкция улицы Татищева.
Завершено строительство крупных социально-значимых объектов регионального масштаба — хирургического корпуса и диагностического центра Александро-Мариинской областной клинической больницы. В 2010 году сдан в эксплуатацию ресторан международной сети «Макдональдс», а в 2011 гипермаркет «Магнит» напротив железнодорожного вокзала Астрахани. Построен крупнейший в городе торговый центр «Ярмарка» на Вокзальной площади.

## Парки и скверы
- парк «Театральный» (остановка Театр оперы и балета ул. Марии Максаковой/Академика Королёва Коммунистическая/Анри Барбюса)
- сквер Студенческий (остановка Центральный стадион ул. Савушкина/пер. Смоляной/Татищева/Латышева)
- аллея Газовиков (остановка микрорайон Бабаевского на ул. Бабаевского)
- Сад имени Татищева на проспекте Геолога Бориса Волкова
- Сквер имени 60 лет Сталинградской битвы (остановка Бульвар Победы на ул. Савушкина)
- Парк ГРЭС на ул. Яблочкова / Сун Ят-Сена